# Berta Pujadas Boix
Berta Pujadas Boix (Barcelona, 9 d'abril de 2000) és una futbolista catalana que juga com a defensa del València.
Pujadas va començar la seua carrera al Barcelona B, on destacà com a jugadora del planter. Amb 17 anys fitxa pel RCD Espanyol, obtenint les primeres convocatòries per a les categories inferiors de la selecció espanyola. L'estiu del 2019 fitxa pel València CF. Amb l'equip merengot va patir una lesió de genoll, però també es consolidà com una de les capitanes de l'equip juntament amb Marta Carro i Bea Beltrán.